# Chamaetylas
Chamaetylas (лат.) — род воробьиных птиц из семейства мухоловковых. Представители рода распространены в Африке. Их естественной средой обитания являются субтропические или тропические влажные низменные леса и субтропические или тропические влажные горные леса.

## Таксономия
Род Chamaetylas был введён немецким орнитологом Фердинандом Гейне в 1860 году вместе с типовым видом Geocichla compsonota Cassin, 1859 (сейчас подвид бурогрудой алеты). Ранее род относили к роду Alethe, который был включен в семейство дроздовых Turdidae. В 2010 году два отдельных молекулярно-филогенетических исследования показали, что род Alethea является полифилетическим и виды этого рода более тесно связаны с представителями семейства мухоловковых. Четыре вида, ранее отнесённые к этому роду,  были переведены в восстановленный род Chamaetylas.

## Классификация
В состав рода включают четыре вида:
| Изображение | Научное название         | Русское название      | Распространение                     |
| ----------- | ------------------------ | --------------------- | ----------------------------------- |
|             | Chamaetylas poliophrys   | Красногрудая алета    | Горные леса рифта Альбертин         |
|             | Chamaetylas fuelleborni  | Белогрудая алета      | Малави, Мозамбик, Танзания и Замбия |
|             | Chamaetylas poliocephala | Бурогрудая алета      | Африка                              |
|             | Chamaetylas choloensis   | Южноафриканская алета | Малави и Мозамбик                   |